# Vlag van oblast Amoer
De vlag van oblast Amoer is in gebruik sinds 26 april 1999. Het ontwerp is op 24 april 2008 aangepast. De vlag bestaat uit twee horizontale banen van rood en blauw, gescheiden door een golvende witte lijn. De verhouding van de banen is 8:1:3. Rood symboliseert de rijke geschiedenis van Priamoerje (een andere naam voor de regio) en de eeuwenlange verdediging van de regio, evenals de successen van de economische ontwikkeling. De witte golf en de blauwe baan staan voor de rivier de Amoer. Op het wapen zijn de strepen groen.